# جون براشاو
جون براشاو (بالإنجليزية: John Bradshaw)‏ هو عالم عقيدة وكاتب ومتحدث تحفيزي أمريكي، ولد في 29 يونيو 1933 في هيوستن في الولايات المتحدة، وتوفي بنفس المكان في 8 مايو 2016 بسبب قصور القلب.

## وصلات خارجية
- الموقع الرسمي